# Odprto prvenstvo Anglije 1987
Odprto prvenstvo Anglije 1987 je teniški turnir za Grand Slam, ki je med 22. junijem in 5. julijem 1987 potekal v Londonu.

## Moški posamično
Pat Cash :  Ivan Lendl 7-6(7-5) 6-2 7-5

## Ženske posamično
Martina Navratilova :  Steffi Graf 7-5 6-3

## Moške dvojice
Ken Flach /  Robert Seguso :  Sergio Casal /  Emilio Sánchez 3-6 6-7(6-8) 7-6(7-3) 6-1 6-4

## Ženske dvojice
Claudia Kohde-Kilsch /  Helena Suková :  Betsy Nagelsen /  Elizabeth Smylie 7-5 7-5

## Mešane dvojice
Jeremy Bates /  Jo Durie :  Darren Cahill /  Nicole Provis 7-6(12-10) 6-3